# Тайконир
Тайкони́р (каз. Тайқоңыр) — село у складі Сузацького району Туркестанської області Казахстану. Входить до складу Киземшецької селищної адміністрації.
Населення — 392 особи (2021; 608 у 2009, 444 у 1999).